# Banyuurip (Kedamean)
Banyuurip is een bestuurslaag in het regentschap Gresik van de provincie Oost-Java, Indonesië. Banyuurip telt 7279 inwoners (volkstelling 2010).